# Aporia crataegi
La pieride del biancospino (Aporia crataegi (Linnaeus, 1758)) è un lepidottero della famiglia Pieridae.

## Descrizione

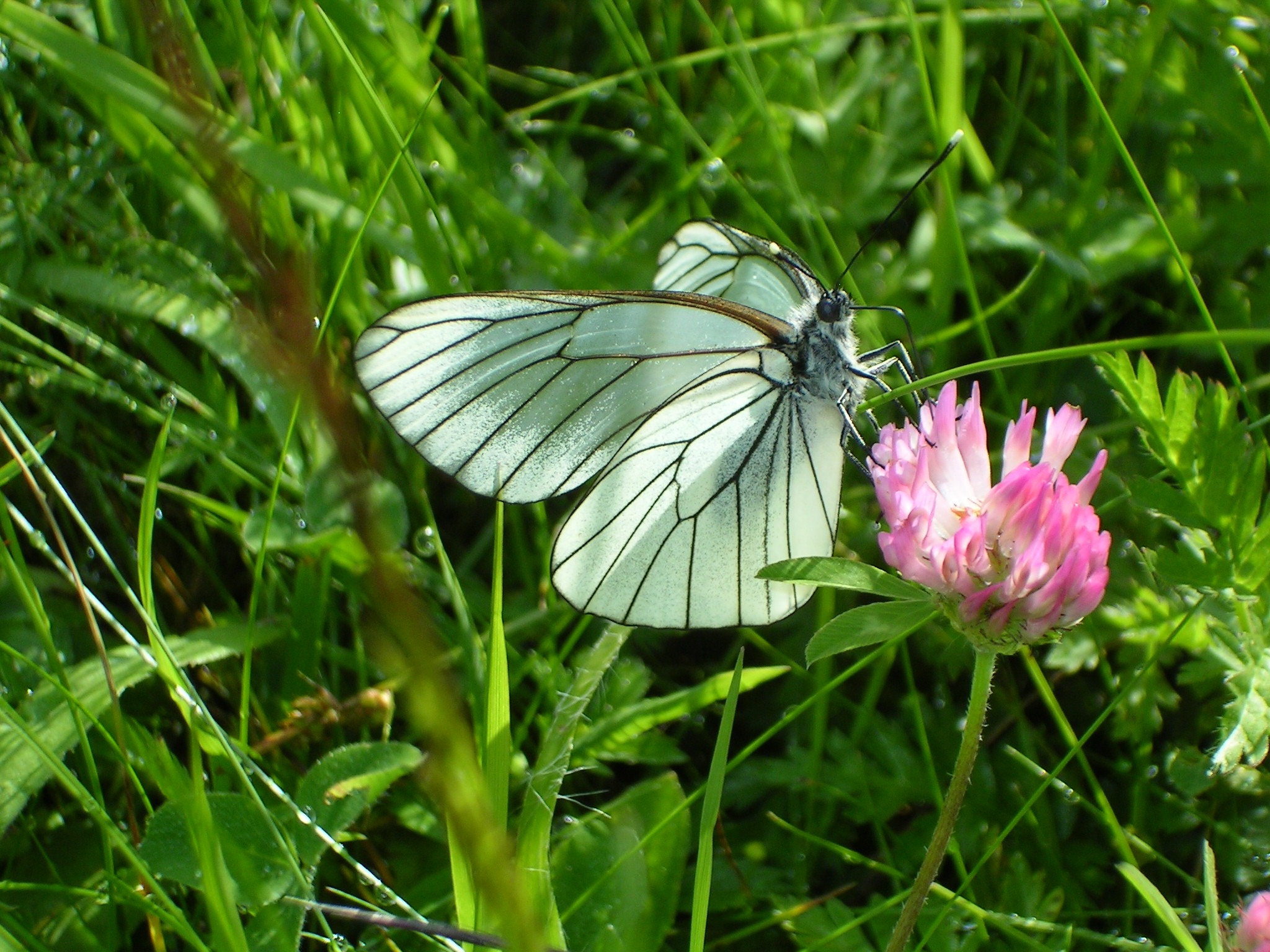
Femmina

### Adulto
Le nervature alari sono rilevate e marcatamente nere nei maschi; sono invece marroni nelle femmine (spesso di dimensioni maggiori dei maschi). Gli apici delle ali sono lievemente squamati, in particolar modo nelle femmine. Le ali tendono a diventare trasparenti via via che l'età aumenta. Le nervature alla base delle ali, sia anteriori, sia posteriori, ricordano delle "ali ridotte".
L'apertura alare va dai 6 ai 7,5 cm.

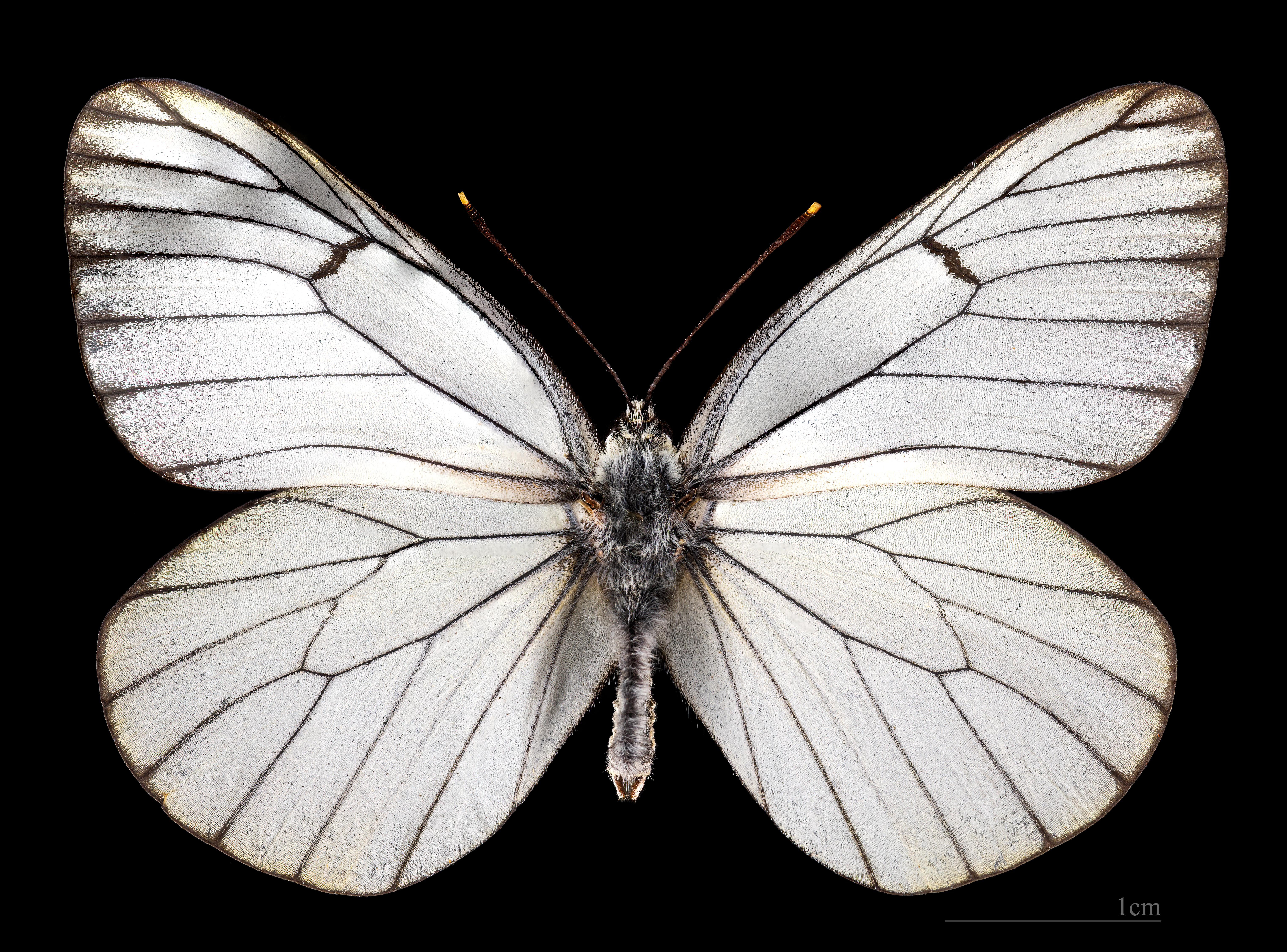
Aporia crataegi ♂
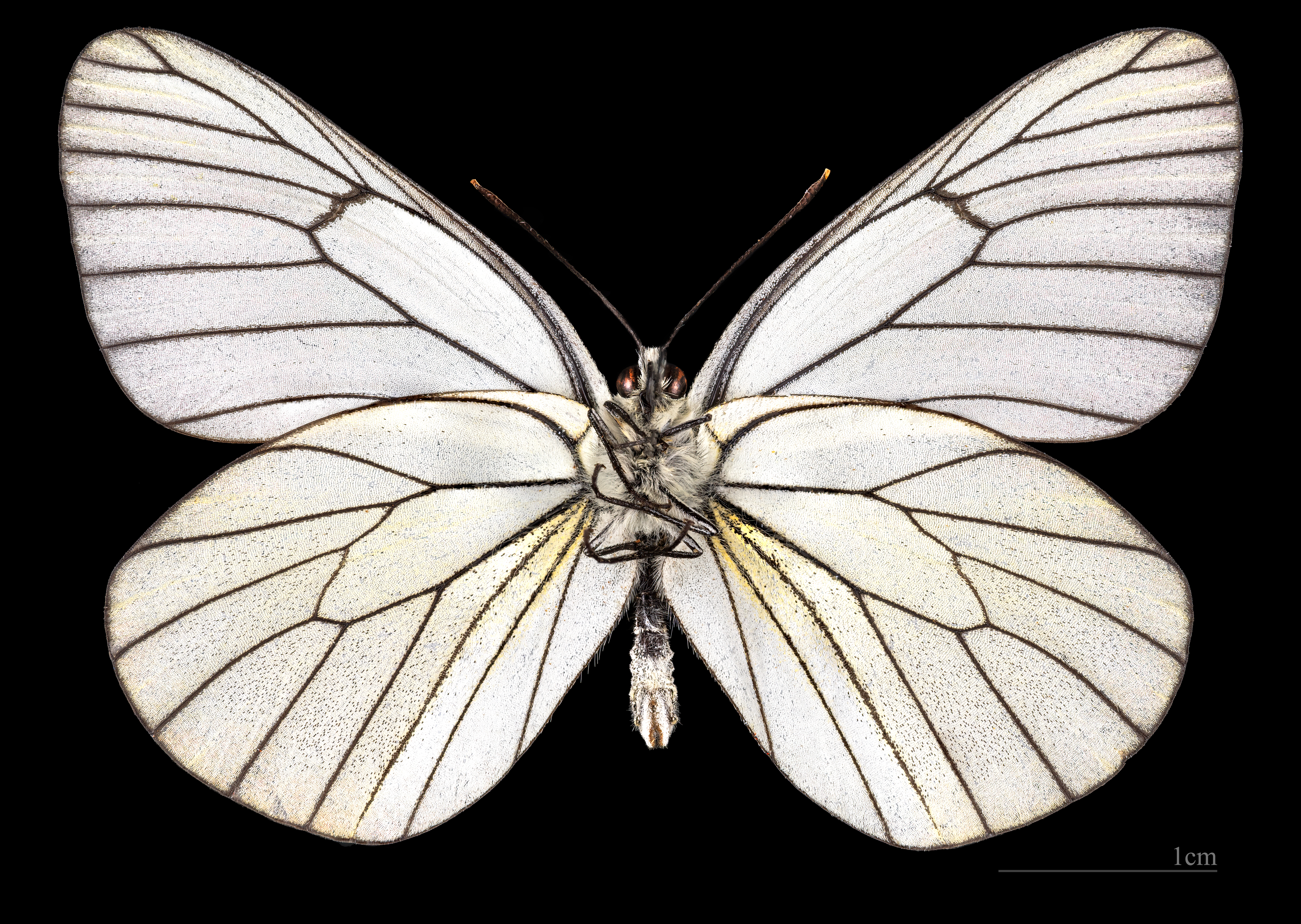
Aporia crataegi ♂ △
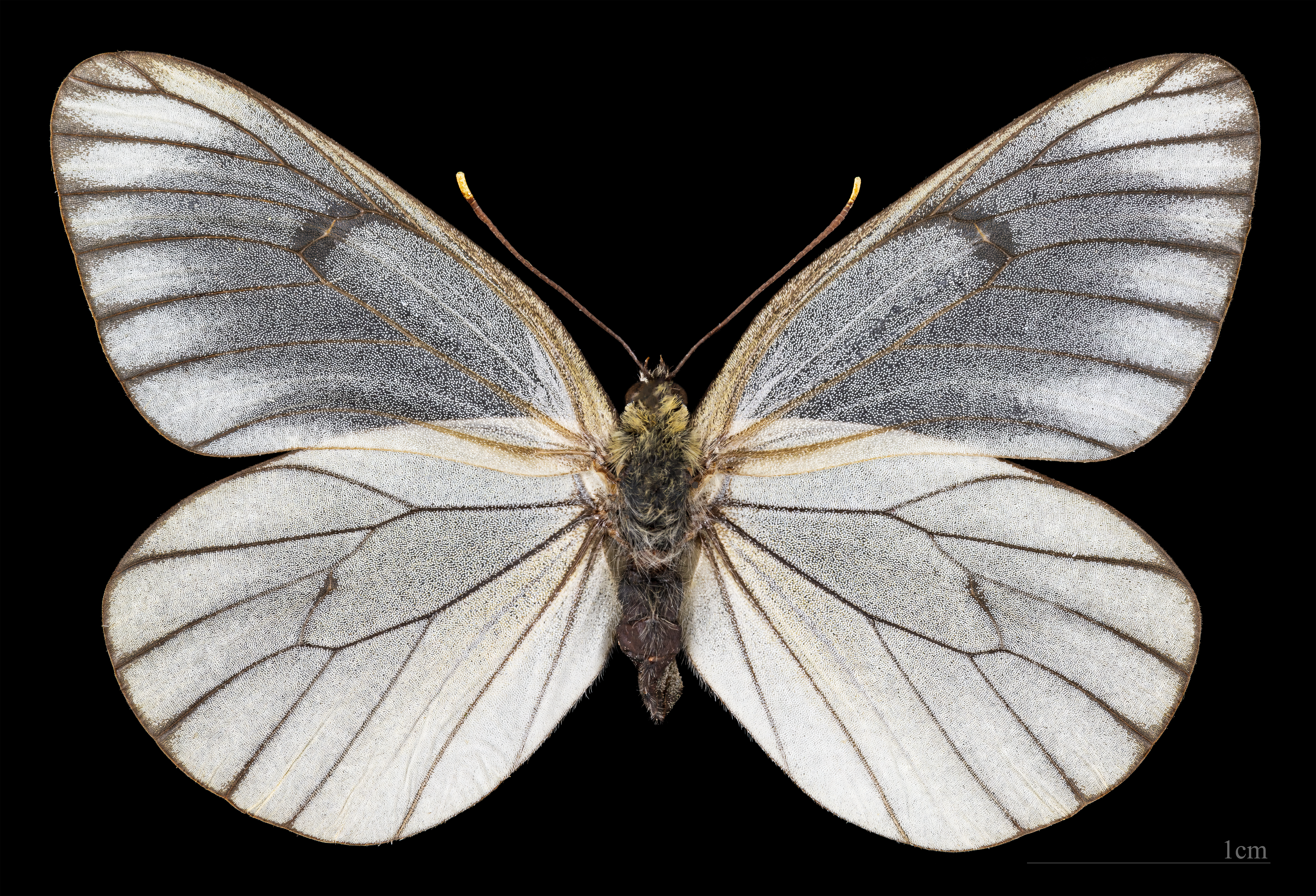
Aporia crataegi  ♀
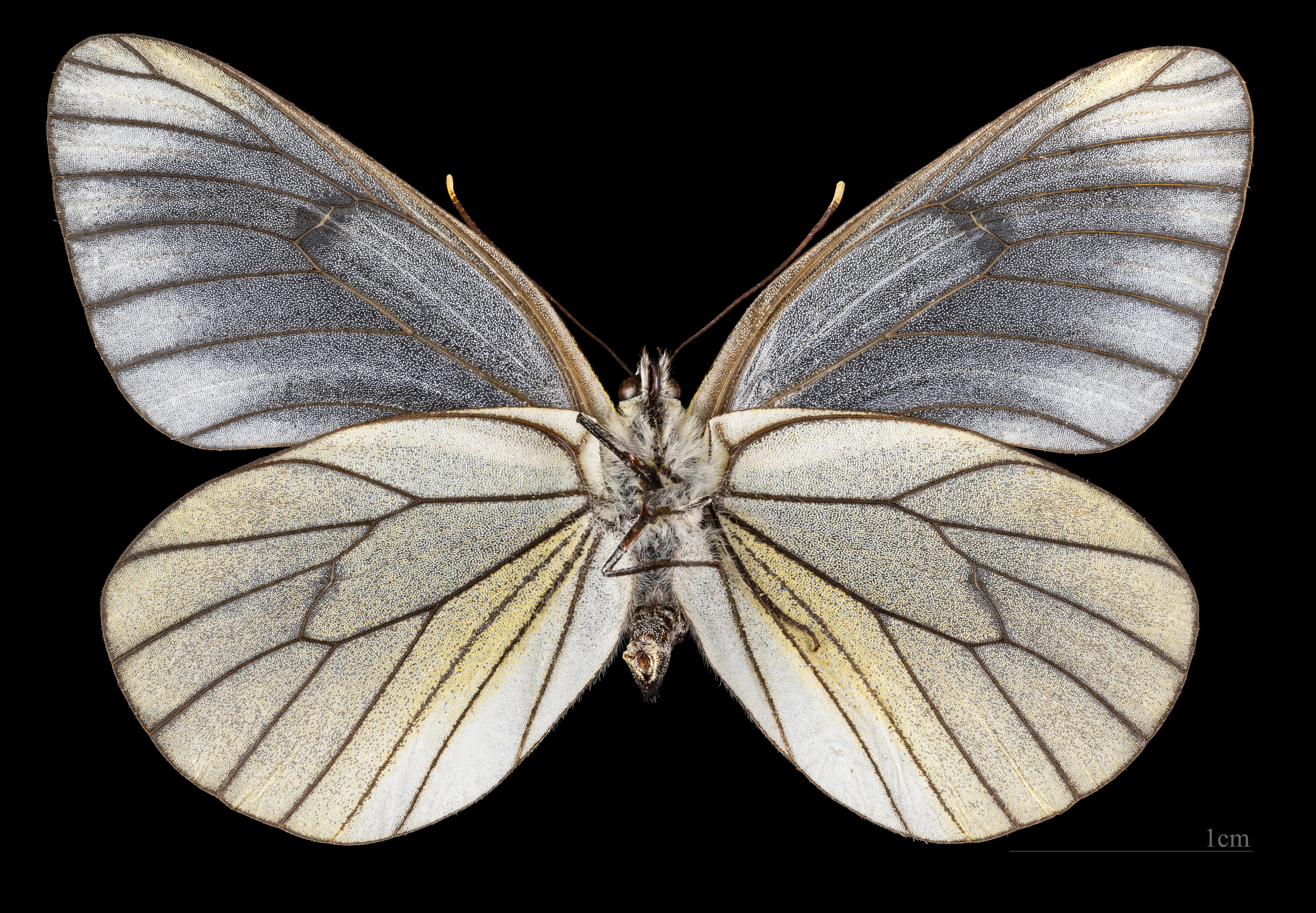
Aporia crataegi  ♀ △

Gli adulti possono assumere grandi quantità di liquidi dal terreno umido.

### Uova
Le uova si rinvengono tra giugno e luglio, in raggruppamenti posizionati sulla pagina superiore delle foglie.

### Larva

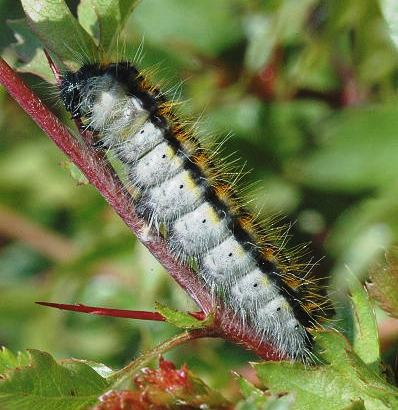
Larva

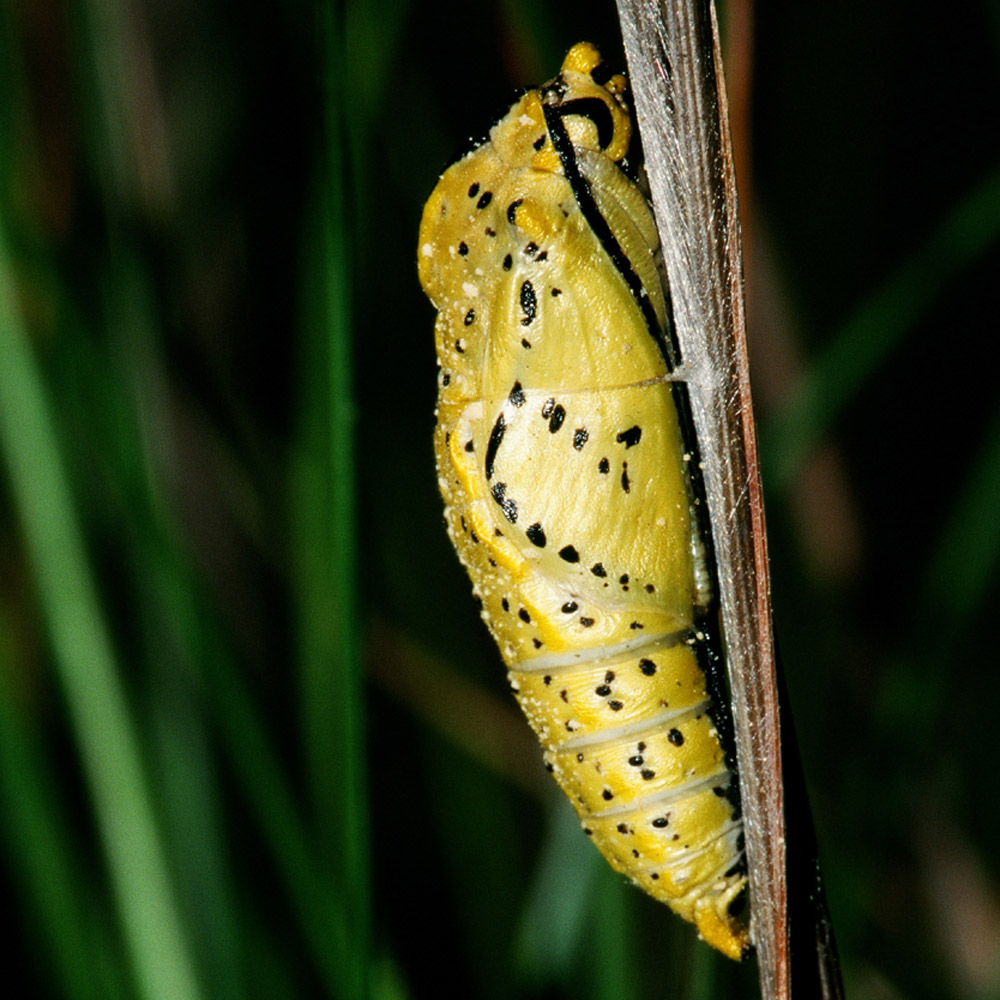
Pupa

Rinvenibili tra luglio e maggio dell'anno successivo, questi bruchi, gregari, trascorrono l'inverno in uno spesso involucro serico.

Sono grigi e pelosi, con un dorso nero contraddistinto da ampie linee bruno-rossicce.

### Pupa
La pupa o crisalide è giallastra e succinta sulle piante ospiti.

## Distribuzione e habitat
Si rinviene in luoghi fioriti di campagna, soprattutto in collina. Un tempo la si poteva notare anche in zone pianeggianti, ma negli ultimi decenni si è avuta una tendenza al progressivo ritiro verso zone di quota più elevata.
È una specie paleartica, diffusa in tutta l'Europa centro-meridionale, Africa mediterranea e Asia temperata fino a raggiungere le coste della Corea e del Giappone.

## Conservazione
È considerata minacciata nei Paesi Bassi, vulnerabile in Lussemburgo (dove forse è estinta) e in Norvegia. Viene protetta in Lussemburgo e parte dell'Austria. Non presente nelle Isole Britanniche, si sta ritirando progressivamente dal nord della Francia.
È ben distribuita in tutta la penisola e in Sicilia; è invece assente in Sardegna e in Corsica.

## Biologia

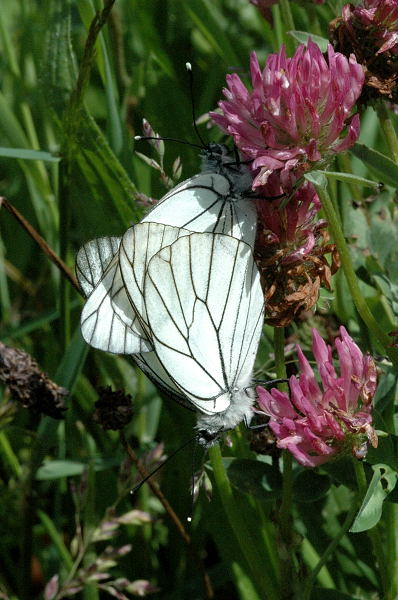
Accoppiamento

### Periodo di volo
Gli adulti volano tra maggio e luglio.

### Fascia altimetrica
Dal livello del mare fino a 2000 metri di quota.

### Alimentazione
Il bruco si alimenta su Rosaceae legnose come Spiraea e Prunus. Talvolta parassita di frutteti nelle zone meridionali.